# Portsmouth Historic Dockyard
Portsmouth Historic Dockyard er et områdae af HM Naval Base Portsmouth der er åben for offentligheden; det indeholder adskillige historiske bygninger og skibe. Det bliver drevet af National Museum of the Royal Navy og er en paraplyorganisation, der repræsenterer de fem velgørende organisationer: Portsmouth Naval Base Property Trust, National Museum of the Royal Navy, Portsmouth, Mary Rose Trust, Warrior Preservation Trust Ltd og HMS Victory Preservation Company. Portsmouth Historic Dockyard Ltd blev etableret for at promovere og drive en turist-del af Royal Navy Dockyard, hvor de relevante trusts driver deres egne attraktioner. Det markedsfører også andre nærliggende flåde-relaterede turistattraktioner.
Blandt attraktionerne er:
- Mary Rose, resterne af et krigsskib der gik ned i 1545
- HMS Victory, Admiral Nelsons flagskib
- HMS Warrior, det første britiske panserskib